# Seznam dirkačev
Seznam dirkačev je krovni seznam za dirkače po narodnosti.

## A
- seznam ameriških dirkačev
- seznam angleških dirkačev
- seznam argentinskih dirkačev
- seznam avstralskih dirkačev
- seznam avstrijskih dirkačev

## B
- seznam belgijskih dirkačev
- seznam beloruskih drikačev
- seznam brazilskih dirkačev
- seznam britanskih dirkačev

## F
- seznam finskih dirkačev
- seznam francoskih dirkačev

## I
- seznam irskih dirkačev
- seznam italijanskih dirkačev

## J
- seznam japonskih dirkačev
- seznam južnoafriških dirkačev

## K
- seznam kanadskih dirkačev
- seznam kolumbijskih dirkačev

## N
- seznam nemških dirkačev
- seznam norveških dirkačev
- seznam novozelandskih dirkačev

## P
- seznam poljskih dirkačev

## Š
- seznam škotskih dirkačev
- seznam španskih dirkačev
- seznam švedskih dirkačev
- seznam švicarskih dirkačev

## V
- seznam valižanskih dirkačev
- seznam venezuelskih dirkačev
- seznam vietnamskih dirkačev